# 象山街道 (桂林市)
象山街道，是中华人民共和国广西壮族自治区桂林市象山区下辖的一个乡镇级行政单位。

## 行政区划
象山街道下辖以下地区：
五美社区、西城社区、文明社区、虹桥社区、文新社区、安新社区和安家洲社区。